# Sporisorium andropogonis-schirensis
Sporisorium andropogonis-schirensis är en svampart som först beskrevs av L. Ling, och fick sitt nu gällande namn av Vánky 2005. Sporisorium andropogonis-schirensis ingår i släktet Sporisorium och familjen Ustilaginaceae.   Inga underarter finns listade i Catalogue of Life.